# Alla Osipenko

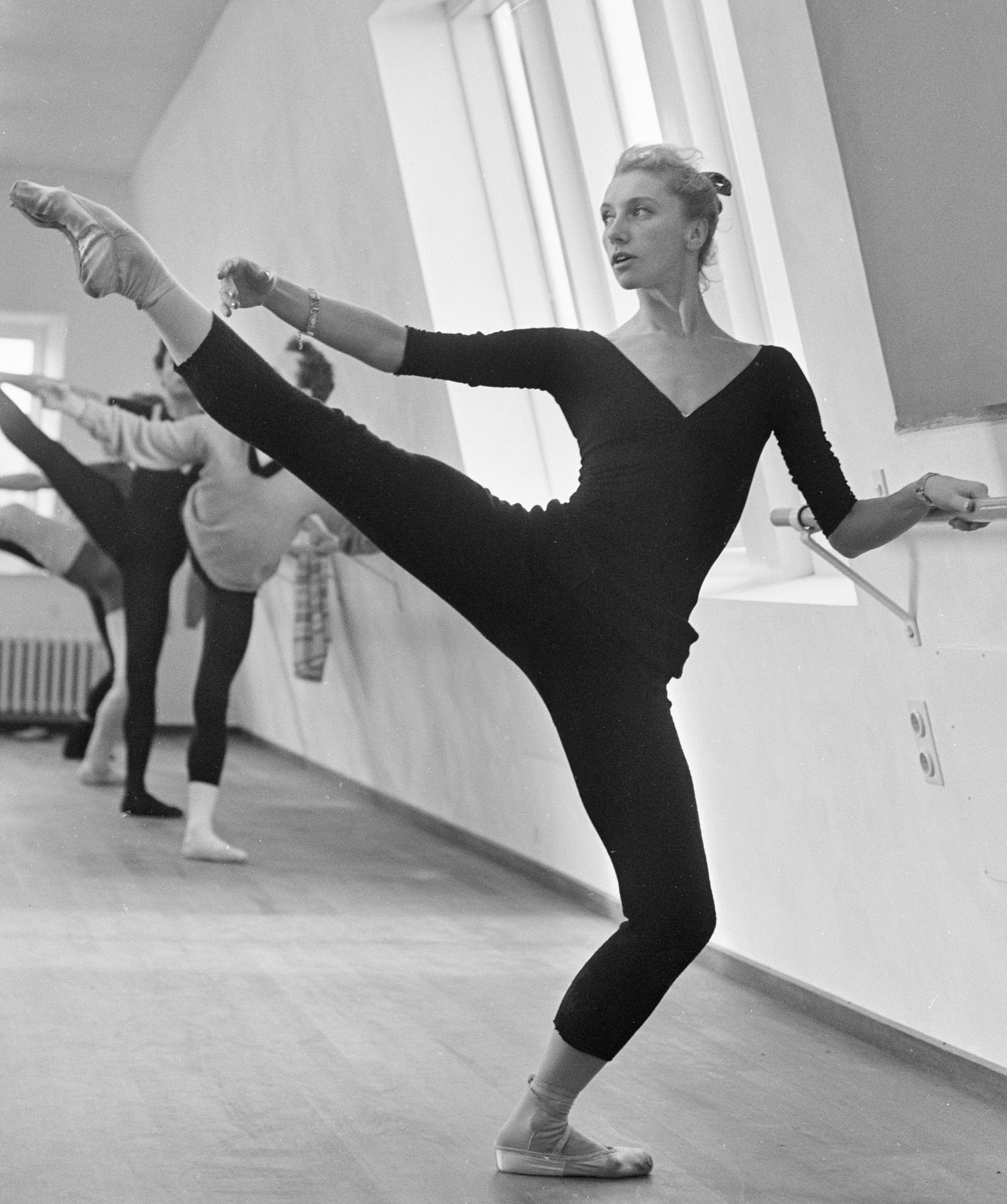
Alla Osipenko in 1968

Alla Jevgenjevna Osipenko (Russisch: Алла Евгеньевна Осипенко) (Sint-Petersburg, 16 juni 1932 – aldaar, 12 mei 2025) was een Sovjet-Russisch balletdanseres.

## Biografie
Alla Osipenko was een leerling van Arippina Vaganova. Na haar studie werd Osipenko aangenomen in het Kirov Ballet als eerste solist en kreeg snel erkenning van het publiek en de balletkenners. In 1956 ontving Osipenko de Anna Pavlova-prijs van de Dansacademie in Parijs en drie jaar later kreeg zij als erkenning van haar bijzondere positie in het Russisch Ballet de titel Volkskunstenaar van Rusland.
Samen met Maja Plisetskaja, Natalia Makarova, Irina Kolpakova, Rudolf Nureyev en Mikhail Baryshnikov was Alla Osipenko een van de grootste Russische balletdansers van de tweede helft van de 20ste eeuw.
Als erkende étoile van het Kirov Ballet werkte Alla Osipenko veel met de vernieuwende choreografen van haar tijd. Zo maakte Yuri Grigorovich voor haar hoofdrollen in zijn balletten Stone Flower en Legend of Love. In de jaren 70 creëerde Leonid Jacobson voor Osipenko titelrollen in zijn balletten Het vliegen van Taglioni en Vuurvogel. Begin jaren 80 danste Osipenko met het gezelschap van Boris Eifman.
Met haar bijzondere dramatische inlevingsvermogen bracht Alla Osipenko het publiek altijd in vervoering. De beroemde Russische filmregisseur Alexander Sokurov nodigde Osipenko uit voor hoofdrollen in zijn films Painful Indifference (1983) en Empire (1986). In 2002 speelde Osipenko zichzelf in Sokurovs Russian Ark.
Osipenko overleed op 12 mei 2025 op 92-jarige leeftijd.